# Józef Osóbka

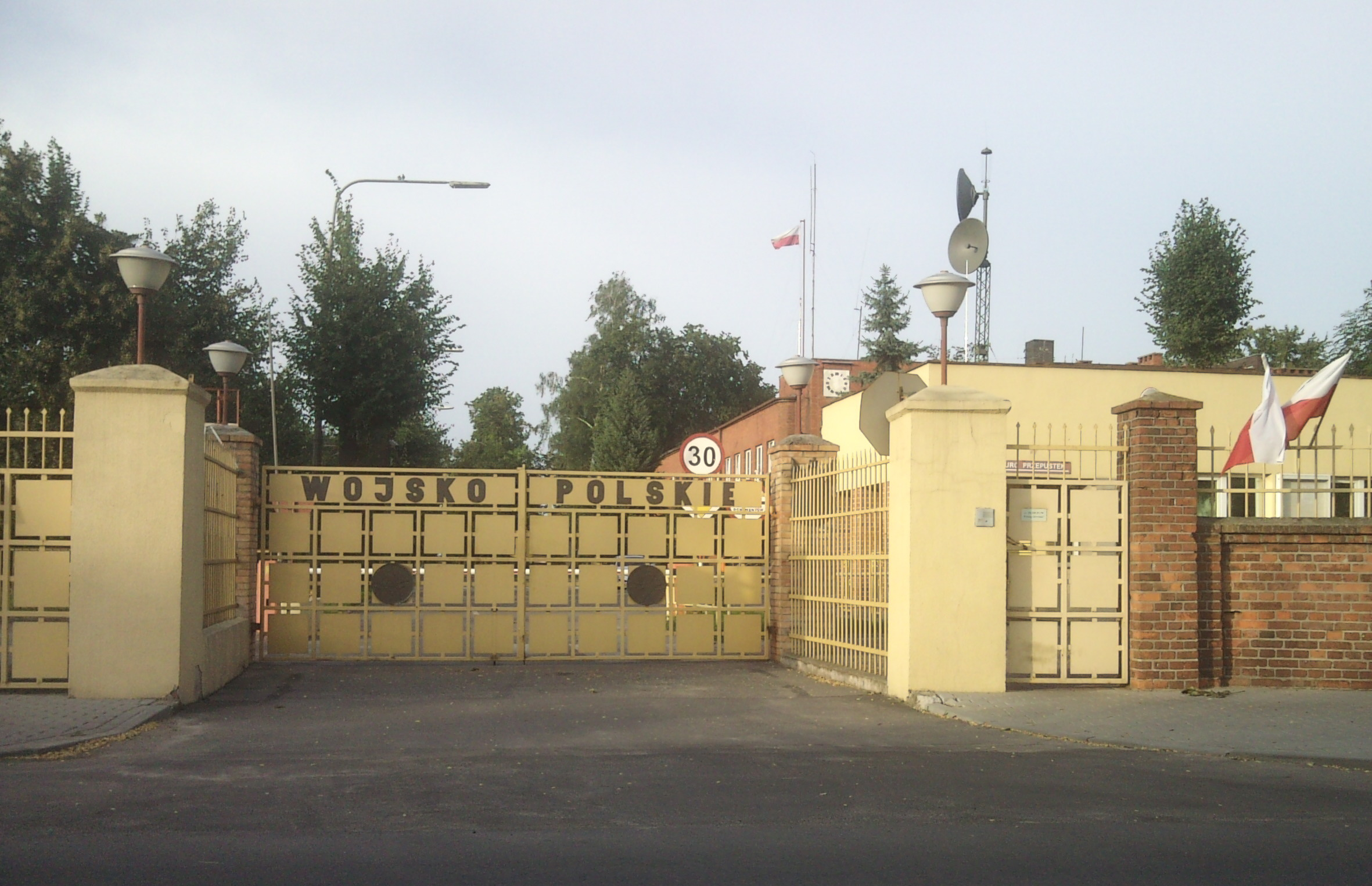
Był dowódcą 15 Brygady Radioliniowo-Kablowej w Sieradzu w latach 1979–1984

 Józef Osóbka  (ur. 1930, zm. 7 listopada 2003) – polski oficer Wojsk Łączności; pułkownik ludowego Wojska Polskiego; dowódca 14 pułku radioliniowo-kablowego (1972–1976); dowódca 15 Brygady Radioliniowo-Kablowej w Sieradzu (1979–1984).

## Życiorys
W 1947 rozpoczął studia w Oficerskiej Szkole Łączności w Sieradzu, po czym po ich ukończeniu w 1950 otrzymał przydział służbowy do Wrocławia, gdzie objął stanowisko w 10 pułku łączności. W 1966 został skierowany do Warszawy, gdzie był słuchaczem do 1969 w Akademii Sztabu Generalnego, a po ukończeniu studiów powrócił do 10 pułku łączności, gdzie we wrześniu 1969 uczestniczył w ćwiczeniu sojuszniczym Układu Warszawskiego pk. „Odra-Nysa 69”. 27 kwietnia 1972 został wyznaczony na stanowisko dowódcy nowo sformowanego 14 pułku radioliniowo-kablowego w Strzegomiu stacjonującego w dotychczasowych koszarach Szkoły Podoficerów i Młodszych Specjalistów Wojsk Łączności nr 11. 28 lutego 1976  przekazał obowiązki dowódcy 14 prk dla płk. Józefa Dudy. 
W 1979 objął od płk. Stanisława Sadowskiego obowiązki dowódcy 15 Brygady Radioliniowo-Kablowej w Sieradzu. W 1980 był odpowiedzialny za powstanie w jednostce Szkoły Podchorążych Rezerwy. W grudniu 1981 uczestniczył w stanie wojennym w zabezpieczeniu łączności w zakresie rozwiniętych osi radioliniowych R-404 oraz rozwiniętych stacji radioliniowych R-404 pod względem operacyjnym. W 1983 był organizatorem odprawy dorocznej Szefa Wojsk Łączności MON, której przewodniczył gen. bryg. Leon Kołatkowski, podczas której po raz pierwszy w historii brygady zaprezentowana została łączność radioliniowa z rejonu alarmowego brygady do garnizonu, za pomocą stacji radioliniowych R-404 i R-405, z których te dwie „garnizonowe” zamontowane były w salach wykładowych w bloku szkolnym, z możliwością wyjścia z każdej z nich w stacjonarny system międzygarnizonowy. W latach 1979–1983 jego jednostka była czterokrotnie wyróżniana przez Ministra Obrony Narodowej medalami „Za osiągnięcia w służbie wojskowej”. 
Z początkiem 1984 płk Józef Osóbka poważnie zachorował i po przebyciu operacji przychodził przez ponad trzy miesiące rehabilitację, jednostką wówczas dowodził płk Zdzisław Piedziuk będący w tym czasie na praktyce podczas studiów w AON. 3 maja 1984 w Sieradzu szef sztabu Śląskiego Okręgu Wojskowego gen. bryg. Edmund Bołociuch przekazał na odprawie z kadrą dowódczą jednostki, że na podstawie rozkazu dowódcy Śląskiego Okręgu Wojskowego gen. bryg. Jana Kuriaty, komisaryczne dowodzenie na okres trzech miesięcy 15 Brygadą Radioliniowo-Kablową obejmuje ppłk Aleksander Kubera. W kwietniu 1985 po 38 latach służby płk Józef Osóbka ze względu na stan zdrowia został przeniesiony do rezerwy. Zmarł 7 listopada 2003 w wieku 73 lat.

## Awanse
- podporucznik – 1950[1]

(...)
- pułkownik – 1972[5]

## Ordery, odznaczenia i wyróżnienia
W latach 1950–1984 był odznaczany:
- Krzyż Oficerski Orderu Odrodzenia Polski
- Krzyż Kawalerski Orderu Odrodzenia Polski
- Złoty Krzyż Zasługi
- Medal 30-lecia Polski Ludowej
- Złoty Medal „Siły Zbrojne w Służbie Ojczyzny”
- Złoty Medal „Za Zasługi dla Obronności Kraju”
- i inne